# Albatros W.8
L'Albatros W.8 fu un idrocaccia a scarponi a velatura biplana sviluppato dall'allora azienda tedesco imperiale Albatros Flugzeugwerke GmbH nei tardi anni dieci del XX secolo e rimasto allo stadio di prototipo.
Realizzato come possibile successore nei reparti aerei della Kaiserliche Marine, la marina militare dell'Impero tedesco, del precedente pari ruolo Hansa-Brandenburg W.12 non riuscì a superare la prima fase di sviluppo anche per la conclusione della prima guerra mondiale

## Storia del progetto
Durante le ultime fasi del primo conflitto mondiale i vertici della Kaiserliche Marine ritennero di valutare la possibilità di aggiornare il proprio parco velivoli con dei modelli più moderni ed efficienti. Tra i velivoli che furono considerati obsoleti figurava l'idrocaccia Hansa-Brandenburg W.12 entrato in servizio nel 1917; per la sua sostituzione venne contattata la Albatros Flugzeugwerke ed emesso un ordine per la fornitura di tre esemplari da avviare a prove di valutazione.
Il progetto prevedeva un velivolo di impostazione convenzionale per l'epoca, che integrava alcune delle caratteristiche dei disegni dell'ex progettista dell'azienda Ernst Heinkel, tra i quali l'impennaggio monoderiva caratterizzato dall'unico elemento orizzontale con i due equilibratori mobili montati in alto sopra  quello verticale. Questa soluzione si rivelò però più fragile dell'originaria adottata da Heinkel sugli Hansa-Brandenburg.
Dei tre esemplari commissionati ne vennero realizzati solo due che risultano identici tranne per l'adozione in uno dei due di un'ogiva aerodinamica posta sul mozzo dell'elica.

## Descrizione tecnica
L'Albatros W.8 conservava l'aspetto generale dei simili modelli di idrovolanti prodotti nello stesso periodo dalle altre aziende nazionali: biplano, monomotore biposto con una coppia di galleggianti al posto del carrello d'atterraggio.
La fusoliera, realizzata con struttura in legno ricoperta da pannelli in compensato, era caratterizzata dalla presenza di due abitacoli aperti e separati, l'anteriore destinato al pilota ed il posteriore, di forma circolare e leggermente rialzato, al mitragliere di coda. Posteriormente terminava in un impennaggio monoderiva caratterizzato dall'unico elemento orizzontale posizionato sopra quello verticale.
La configurazione alare era biplano-sesquiplana caratterizzata dall'ala superiore, montata alta a parasole e collegata alla fusoliera tramite un castello tubolare centrale, con un'apertura leggermente superiore a quella inferiore, montata bassa sulla fusoliera, collegate tra loro da una coppia di montanti, uno per lato, integrati, solo tra i due elementi verticali, da tiranti in cavetto d'acciaio.
Il galleggiamento era assicurato da una coppia di grandi scarponi in legno collegati alla fusoliera ed all'estradosso dell'ala inferiore da un robusto castello tubolare.
La propulsione era affidata ad un motore Benz Bz.IIIb, un 8 cilindri a V raffreddato a liquido, capace di erogare una potenza pari a 195 PS (144 kW), posizionato all'apice anteriore della fusoliera integrato nella struttura ed abbinato ad un'elica bipala in legno a passo fisso, in uno dei due esemplari completata della grande ogiva con funzioni aerodinamiche che nascondeva il mozzo.
L'armamento consisteva in una mitragliatrice LMG 08/15 calibro 7,92 mm posta davanti all'abitacolo, abbinata ad un dispositivo di sincronizzazione che consentiva di sparare senza conseguenze attraverso il disco dell'elica, integrata posteriormente da una Parabellum MG 14, anch'essa calibro 7,92 mm, montata su un supporto brandeggiabile a sua volta parte di un supporto ad anello che permetteva al secondo membro dell'equipaggio di spostarla anche di lato per ottenere un maggior campo di tiro.

## Utilizzatori
Germania
- Kaiserliche Marine (previsto)